# Alf Nilsson
Sven Alf Nilsson, född 18 maj 1930 i Boden, död 19 december 2018 i Rävlanda, Björketorps distrikt, Härryda kommun, var en svensk skådespelare och målare.

## Biografi
Redan under skolåren hemma i Boden spelade Alf Nilsson revy, och när han sedan kom till Uppsala började han medverka i studentteatern. Sin teaterutbildning fick han vid Göteborgs stadsteaters elevskola 1952–1954. Efter utbildningen arbetade han vid Uppsala stadsteater i fem år och ytterligare tre år i Helsingborg innan han kom till Göteborgs stadsteater där han blev kvar.
Alf Nilsson blev ett känt ansikte genom sin medverkan i flera populära TV-serier. Han medverkade i de flesta omgångar av Hem till byn, från 1973 till avslutningen 2006. Från 1982 har han i fem olika omgångar spelat kriminalkommissarien Bo Kronborg i deckarserierna om Polisen i Strömstad. Han filmdebuterade 1956 i Blånande hav. På senare år medverkade han i långfilmer som Jägarna 1996 och Masjävlar 2004. Som konstnär ställde han bland annat ut med sin bror Rolf Nilsson och Eric Ståhl.
Alf Nilsson fick tillsammans med Ann-Christine Gry tre barn. Äldste sonen Johan Gry är skådespelare. Dottern Karin Gry (född 1964) är attributör och rekvisitör och har medverkat som skådespelare i de tre första serierna om Polisen i Strömstad (1982, 1984 och 1988) samt i Hem till byn (1990). Yngste sonen Egil Gry är gymnasiechef och mångsidigt verksam inom kultur och media.
Alf Nilsson är begravd på Björketorps kyrkogård.

## Film och tv (urval)
- 1956 – Blånande hav
- 1966 – Adamsson i Sverige
- 1968 – Badarna
- 1969 – Friställd (TV-serie)
- 1970 – Sonja (TV-serie)
- 1971 – Den byxlöse äventyraren (TV-serie)
- 1973 – Hem till byn (TV-serie), säsong 2
- 1973 – Bröd för dagen (TV-serie)
- 1974 – Rulle på Rullseröd (TV-serie)
- 1975 – Jourhavande (TV-serie), säsong 2
- 1976 – Hem till byn (TV-serie), säsong 3
- 1977 – Soldat med brutet gevär (TV-serie)
- 1977 – Hammarstads BK (TV-serie)
- 1979 – Skeppsredaren (TV-serie)
- 1980 – Hedebyborna (TV-serie)
- 1980 – Bröllop med förhinder (TV-serie)
- 1981 – Hans Christian och sällskapet
- 1982 – Polisen som vägrade svara (TV-serie)
- 1982 – Flickan som inte kunde säga nej (TV-film)
- 1983 – Distrikt 5 (TV-serie)
- 1983 – Vid din sida (TV-serie)
- 1984 – Polisen som vägrade ge upp (TV-serie)
- 1984 – Träpatronerna (TV-serie)
- 1988 – Polisen som vägrade ta semester (TV-serie)
- 1990 – Hem till byn (TV-serie), säsong 4
- 1992 – Den femtonde hövdingen (TV-serie)
- 1993 – Polisen och domarmordet (TV-serie)
- 1995 – Hem till byn (TV-serie), säsong 5
- 1996 – Jägarna
- 1996 – Polisen och pyromanen (TV-serie)
- 1997 – Larmar och gör sig till (TV-serie)
- 1997 – Vildängel
- 1999 – Hem till byn (TV-serie), säsong 6
- 1999 – Lusten till ett liv
- 2002 – Hem till byn (TV-serie), säsong 7
- 2004 – Masjävlar
- 2006 – Hem till byn (TV-serie), säsong 8
- 2012 – Jävla pojkar

## Teater

### Roller
| År   | Roll                  | Produktion                                                              | Regi               | Teater                   |
| ---- | --------------------- | ----------------------------------------------------------------------- | ------------------ | ------------------------ |
| 1947 | Arthur Busberg        | Fantasilådan Else Fisher                                                | Sture Pyk          | Helsingborgs stadsteater |
| 1956 | Gabriel               | Skuggan av Mart Stig Dagerman                                           | Lars Barringer     | Upsala-Gävle stadsteater |
| 1958 |                       | För vindens skull (Une fille pour du vent) André Obey                   | Lars Barringer     | Upsala-Gävle stadsteater |
| 1958 |                       | Si jägarens öga Hans Hergin                                             | Lars Barringer     | Upsala-Gävle stadsteater |
| 1959 |                       | Femton snören guld Zhu Sucheng                                          | Ellen Bergman      | Upsala-Gävle stadsteater |
| 1961 | Leslie Williams       | Gisslan (The Hostage) Brendan Behan                                     | Lars-Erik Liedholm | Helsingborgs stadsteater |
| 1961 | Förste brandsoldaten  | Biedermann och pyromanerna (Biedermann und die Brandstifter) Max Frisch | Lars-Erik Liedholm | Helsingborgs stadsteater |
| 1961 | Armand                | Perrichons resa (Le voyage de M. Perrichon) Eugène Labiche              | Mats Johansson     | Helsingborgs stadsteater |
| 1962 | Tony Hurford          | Bättre sent än aldrig (It's Never Too Late) Felicity Douglas            | Lars-Erik Liedholm | Helsingborgs stadsteater |
| 1962 | Horace                | Hustruskolan (L'école des femmes) Molière                               | Mats Johansson     | Helsingborgs stadsteater |
| 1962 | Julien Moretsan       | Tokan (L'Idiote) Marcel Achard                                          | Lars-Erik Liedholm | Helsingborgs stadsteater |
| 1962 | Motel                 | Tevye och hans döttrar (Tevye and his Daughters) Arnold Perl            | Per Sjöstrand      | Helsingborgs stadsteater |
| 1962 |                       | Fantasticks Harvey Schmidt och Tom Jones                                | Per Sjöstrand      | Helsingborgs stadsteater |
| 1962 | Mjölnaren             | Den vackra mjölnerskan (La molinera de Arcos) Alejandro Casona          | Bo G. Forsberg     | Helsingborgs stadsteater |
| 1963 | Skolläraren           | Brand Henrik Ibsen                                                      | Lars-Erik Liedholm | Helsingborgs stadsteater |
| 1963 | Neoptolemus           | Hermione och kärleken (Hermione) Hans Koning                            | Per Sjöstrand      | Helsingborgs stadsteater |
| 1963 | Herden                | Farsen om Mäster Pierre Patelin (La Farce de maître Pierre Pathelin)    | Bo G. Forsberg     | Helsingborgs stadsteater |
| 1963 | Budbäraren            | Antigone Jean Anouilh                                                   | Lars-Erik Liedholm | Helsingborgs stadsteater |
| 1963 | Roland                | Job Klockmakares dotter Sara Lidman                                     | Lars-Erik Liedholm | Helsingborgs stadsteater |
| 1963 | En officer            | Tartuffe (Tartuffe, ou l'Imposteur) Molière                             | Per Sjöstrand      | Helsingborgs stadsteater |
| 1964 | Löjtnant Molina       | Ostron och politik Guilherme Figueiredo                                 | Per Sjöstrand      | Helsingborgs stadsteater |
| 1964 | Mannen med väskan     | Den evige tennsoldaten Arthur Johansson                                 | Bo Swedberg        | Helsingborgs stadsteater |
| 1964 | Kaminer               | Processen (Der Prozess) Franz Kafka                                     | Lars-Erik Liedholm | Helsingborgs stadsteater |
| 1980 | En av de tre bröderna | Fullmakten Nikolaj Erdman                                               | Ernst Günther      | Göteborgs stadsteater    |
| 2002 |                       | Sonen Jon Fosse                                                         | Johan Holmberg     | Borås Stadsteater        |

## Bilder

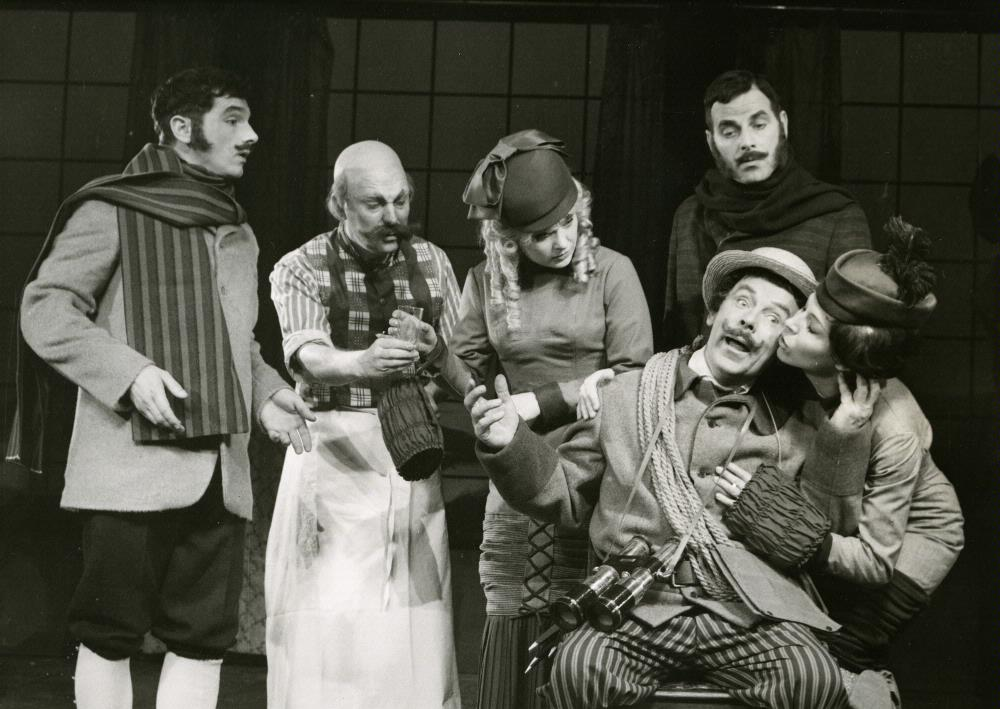
Alf Nilsson, Willy Keidser, Gerd Hegnell, Nils Poppe, Ulf Qvarsebo och Harriet Hedenmo i Perrichons resa på Helsingborgs stadsteater 1961.
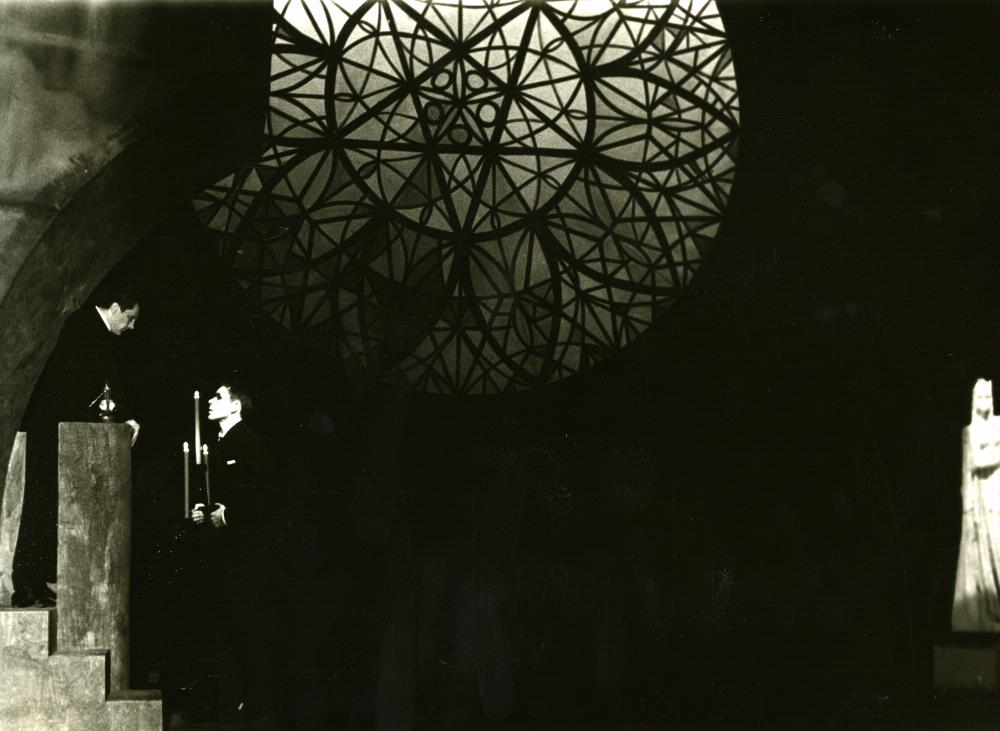
Per Olof Eriksson och Alf Nilsson i Processen på Helsingborgs stadsteater 1964.